# ناتسو نو أراشي!
ناتسو نو أراشي! (باليابانية: 夏のあらし!، بالروماجي: Natsu no Arashi!) هي سلسلة
مانغا يابانية من تأليف جين كوباياشي، نشرت من قبل سكوير إنكس مجلة غانغان وينغ الشهرية ، منذ 25 اغسطس عام 2006 حتى 22 سبتمبر عام 2010. تم تجمع فصول المانغا في 8 مجلدات تانكوبون. أنتجت المانغا إلى مسلسل أنمي تلفزيون من قبل استوديو شافت، عرض في 5 أبريل عام 2009 واستمر عرضه حتى 29 يونيو عام 2009، وتكون من 13 حلقة.

## القصة
تدور أحداث القصة عن هاجيمي ياساكا هو فتى عمره ثلاثة عشر عامًا، يقيم في منزل جده خلال إجازته الصيفية. في أحد الأيام دخل متجرًا والتقى سايوكو بأراشي، ه فتاة جميلة تبلغ من العمر ستة عشر عامًا تعمل هناك. بعد محاولته حمايتها من رجل يدعي أن عائلتها، هربت مع ياساكا وهي الآن تقيم معه في منزل جده. لم يستغرق الأمر الكثير من الوقت حتى يكتشف ياساكا أن صديقته الجديدة ليست فتاة عادية، لأنها تمتلك قوى غامضة.

## الشخصيات
هاجيمي ياساكا (باليابانية: 八坂 一، بالروماجي: Yasaka Hajime)
أداء صوتي: يوكو سانبي
سايوكو أراشياما (باليابانية: 嵐山 小夜子، بالروماجي: Arashiyama Sayoko)
أداء صوتي: ريوكو شيرايشي
كاجي بيرغمان (باليابانية: カヤ バーグマン، بالروماجي: Kaya Bāguman)
أداء صوتي: كاوري نازوكا
جون كاميغامو (باليابانية: 上賀茂 潤، بالروماجي: Kamigamo Jun)
أداء صوتي: تشياكي أوميغاوا
ساياكا (باليابانية: さやか، بالروماجي: Sayaka)
أداء صوتي: هيتومي ناباتامي
هيديو موراتا (باليابانية: 村田 英雄، بالروماجي: Murata Hideo)
أداء صوتي: هيروكي ياسوموتو
يايو فوشيمي (باليابانية: 伏見 やよゐ، بالروماجي: Fushimi Yayoi)
أداء صوتي: آي نوناكا
كاناكو يامازاكي (باليابانية: 山崎 加奈子، بالروماجي: Yamazaki Kanako)
أداء صوتي: يوي هوريه
تاكيشي ياماشيرو (باليابانية: 山代 武士، بالروماجي: Yamashiro Takeshi)
أداء صوتي: توموكازو سوغيتا
شيويا (باليابانية: 塩谷، بالروماجي: Shioya)
أداء صوتي: توموكازو سوغيتا
كازو سوغورو (باليابانية: 十五流 一夫، بالروماجي: Sogoru Kazuo)
أداء صوتي: توموكازو سوغيتا
يوكو هيميكاوا (باليابانية: 姫川 ようこ، بالروماجي: Himekawa Yōko)
أداء صوتي: ساكي ناكاجيما
كيوكو كاميغامو (باليابانية: 上賀茂 京子، بالروماجي: Kamigamo Kyōko)
أداء صوتي: ميتشيكو نيا
يوشيمي أناموري (باليابانية: 穴守 好実، بالروماجي: Anamori Yoshimi)
أداء صوتي: يو كوباياشي
أومياشيكي (باليابانية: 梅屋敷، بالروماجي: Umeyashiki)
أداء صوتي: آمي كوشيميزو

## وصلات خارجية
- موقع المانغا الرسمي باللغة اليابانية
- موقع الأنمي الرسمي باللغة اليابانية
- 10303 في شبكة أخبار الأنمي
- ناتسو نو أراشي! على موقع تلفزيون طوكيو باللغة اليابانية
- ناتسو نو أراشي! على موقع ANN manga (الإنجليزية)